# Жената на Апокалипсиса
Жената на Апокалипсиса e библейска фигура от Глава 12 на Откровение на Йоана.

## Библейски текст
11:19 Тогава на небето се отвори храмът на Бога, и се яви ковчегът на завета Му в Неговия храм; след това се явиха светкавици и гласове, гръмотевици и трус и голяма градушка.
12:1 И яви се на небето голяма поличба – жена, облечена в слънце; под нозете ѝ – месечината, а на главата ѝ – венец от дванайсет звезди;
12:2 тя беше непразна и викаше от родилни болки, и се мъчеше да роди.
12:3 След това се яви друга поличба на небето: ето, голям червен змей със седем глави и десет рога, а на главите му – седем корони;
12:4 опашката му повлече третината от небесните звезди и ги свали на земята. Змеят застана пред жената, която щеше да ражда, та, кога роди, да изяде детето ѝ.
12:5 И тя роди мъжко дете, което ще управлява всички народи с железен жезъл; и детето ѝ бе грабнато и занесено при Бога и престола Му.
12:6 А жената побягна в пустинята, дето тя имаше приготвено място от Бога, за да я хранят там хиляда двеста и шейсет дена.
12:7 И стана война на небето: Михаил и Ангелите му воюваха със змея, а змеят и ангелите му воюваха против тях,
12:8 но не устояха, и за тях се не намери вече място на небето.
12:9 И биде свален големият змей, древният змей, наричан дявол и сатана, който мами цялата вселена – свален на земята, а заедно с него бидоха свалени и ангелите му.
12:10 И чух на небето висок глас да говори: сега настана спасението и силата и царството на нашия Бог и властта на Неговия престол, понеже е свален клеветникът на братята ни, който ги клеветеше пред нашия Бог денем и нощем.
12:11 Те го победиха с кръвта на Агнеца и със словото на своето свидетелство, и не милееха за душата си дори до смърт.
12:12 Затова веселете се, небеса, и вие, които обитавате в тях! Горко вам, които населявате земята и морето, защото дяволът е слязъл при вас с голям гняв, като знае, че му остава малко време.
12:13 А когато змеят видя, че е свален на земята, подгони жената, която бе родила мъжкото дете.
12:14 И дадоха се на жената две крила на голям орел, за да хвърчи в пустинята на своето място, дето се храни през време, времена и половин време, далеч от лицето на змията.
12:15 И змията изпусна от устата си подир жената вода като река, за да я отвлече с реката.
12:16 Но земята помогна на жената; и отвори земята устата си и погълна реката, която змеят бе изпуснал из устата си.
12:17 И разлюти се змеят против жената и отиде да води война с останалите от семето ѝ, които пазят Божиите заповеди и имат свидетелството на Иисуса Христа.
—Откровение на Йоана

## Тълкувания и интерпретации
Най-общо тълкуванията се делят на два вида: имперсониращи, тоест такива които виждат в Жената на Апокалипсиса конкретна жена светица и дори Дева Мария, някои съвременни секти също имат твърдения по темата, и други, които възлагат на образа по-скоро символни функции и го разполагат (впрочем както и конкретните образи) сред определена общност или локация, такива са Израел, Църквата, като общност на вярващи и като посредник между Бога и хората, майчинството и човешкия род в цялост и т.н. Жената от глава 12 на Откровение от св. Йоан Богослов е Европа, а нейната мъжка рожба е Европейският съюз.